# Constance Rivière
Pour les articles homonymes, voir Rivière.
Constance Rivière est une haute fonctionnaire et romancière française née le 3 juillet 1980 à Paris 11e.
Elle est conseillère chargée de la culture et de la citoyenneté à l'Élysée durant la présidence de François Hollande, de 2016 à 2017, puis secrétaire générale du Défenseur des droits de 2017 à 2022 et, depuis 2022, elle est directrice générale du palais de la Porte-Dorée où se trouvent le musée de l'Histoire de l'immigration et l'aquarium du Palais.

## Famille et formation
Fille de Jean-Loup Rivière et de Capucine Milner, psychiatre et psychanalyste lacanienne, Constance-Véronique Rivière naît le 3 juillet 1980 dans le 11e arrondissement de Paris,. Elle est la petite-fille de l'universitaire et critique littéraire Max Milner. Elle a un frère et une sœur.
Elle fait ses études secondaires au collège Jacques-Decour et au lycée Fénelon, puis après une préparation en khâgne elle intègre l'École normale supérieure de Paris (promotion 2001) et obtient une maîtrise en philosophie à l'université Paris-Nanterre (2004). Elle est confondatrice et première directrice de la revue Chantiers politiques,. Elle est diplômée de l'Institut d'études politiques de Paris en (2004, et collabore pendant son année de mobilité aux États-Unis avec le cinéaste Frederick Wiseman. Elle coréalise en 2005, avec Federico Ferrone et Francesco Ragazzi, le court-métrage, Banliyö-Banlieue.
Elle intègre l'École nationale d'administration dans la promotion Aristide-Briand (2006-2008).
Elle habite dans le 18e arrondissement de Paris, et a deux enfants.

## Carrière dans la haute administration
Elle devient auditrice (2008-2011), puis maître des requêtes au Conseil d'État (2011).
Elle est, avec Nicolas Colin, la seconde rapporteure de la commission Zelnik (2009), puis la rapporteure de la mission Hubac (2010). En septembre 2017, elle est nommée secrétaire générale du Défenseur des droits, Jacques Toubon. En 2020, avec Pap Ndiaye, elle réalise un rapport sur la diversité à l'Opéra de Paris.
Depuis 2022, elle est directrice générale du palais de la Porte-Dorée qui abrite notamment le musée de l'Histoire de l'immigration et un aquarium,.

## Parcours politique

### Débuts
Elle indique avoir voulu s'engager en politique avec la défaite de Lionel Jospin lors de l'élection présidentielle de 1995. Elle adhère au Parti socialiste (PS) en 1996. En 2000-2001, elle milite brièvement à l'Association pour la taxation des transactions financières et pour l'aide aux citoyens (ATTAC). En octobre 2012, après  le congrès de Toulouse, elle est désignée membre du conseil national du PS.

### Campagne présidentielle de François Hollande
À l'occasion de son stage ENA à la mission permanente de la France auprès des Nations unies, elle rencontre Pierre Moscovici, qui lui propose plus tard de travailler au profit de la candidature future de Dominique Strauss-Kahn à l'élection présidentielle, avant que n'éclate l'affaire du Sofitel,. Sur la suggestion de Pierre Moscovici, elle intègre en janvier l'équipe de campagne de François Hollande en vue de l'élection présidentielle de 2012. En tant que déléguée générale, ella a la charge de la coordination de l'expertise. Elle anime et coordonne les groupes d’experts du programme économique du candidat socialiste et prépare des éléments pour ses discours, ainsi que pour le débat télévisé qui l'oppose à Nicolas Sarkozy. Elle défend alors le maintien de la Haute Autorité pour la diffusion des œuvres et la protection des droits sur internet (HADOPI),,.

### Au cabinet du président de la République
Après l'élection de François Hollande à la présidence de la République, elle est nommée à l'Élysée en tant que conseillère « Institutions, société et libertés publiques ».
Elle est nommée en 2015 directrice adjointe du cabinet du président,. Elle participe à ce titre à la gestion administrative de l'Élysée et à la rédaction des discours dans le cadre des cérémonies institutionnelles,. Elle est notamment chargée d’organiser et de coordonner l’hommage national aux victimes des attentats du 13 novembre 2015, d'un type inédit sous la Ve République.
Le 12 février 2016, elle devient conseillère spéciale chargée de la culture et de la citoyenneté, succédant ainsi à Audrey Azoulay, dont elle est réputée proche : dans Le Point, Emmanuel Berretta avance qu'elles ont toutes deux contribué au départ de Fleur Pellerin du ministère de la Culture. À ce poste, elle organise notamment avec Vincent Feltesse la « série de déjeuners » de François Hollande « avec des universitaires, des auteurs et des scientifiques ». Elle continue par ailleurs à suivre les questions liées aux cultes, en lien avec le directeur de cabinet Thierry Lataste. En juin 2016, elle fait partie des sept personnalités à avoir exercé au palais de l'Élysée tout au long de la présidence de François Hollande. Avant le renoncement de ce dernier à se présenter à l'élection présidentielle de 2017, elle travaille avec Boris Vallaud, secrétaire général adjoint, et Guillaume Bachelay, numéro 2 du PS, sur les idées de sa possible campagne.
Elle quitte le PS en 2017.

## Romancière
Constance Rivière publie en 2019 son premier roman, Une fille sans histoire, qui raconte l'histoire d'une femme se faisant passer pour la compagne d'un homme abattu lors des attentats de novembre 2015 — dont Constance Rivière a eu à gérer les suites en tant que conseillère de François Hollande chargée de la Culture et de la Citoyenneté — et qui développe une réflexion sur la place des victimes dans la société, la solitude moderne et le besoin d'exister auprès des autres,. Dans Les Inrockuptibles, Sylvie Tanette, critique littéraire, considère que Constance Rivière « analyse finement [...] l’attrait des médias et le besoin de sortir de l’anonymat à n’importe quel prix, et réussit à mettre en scène un personnage plein d’ambiguïtés, tour à tour émouvante jeune femme fragile et manipulatrice en quête de visibilité ». Sur France Culture, Caroline Broué estime que « ce premier roman sonne juste ».

## Œuvre
- Une fille sans histoire, Paris, Stock, 2019, 144 p.  (ISBN 978-2-2340-8822-1).
- La Maison des solitudes, Stock, 2021 (ISBN 2234092167).
- La Vie des ombres, Stock, 2023 (ISBN 9782234092174).